# Pachyxyphus
Pachyxyphus is een geslacht van wantsen uit de familie van de Miridae (Blindwantsen). Het geslacht werd voor het eerst wetenschappelijk beschreven door Franz Xaver Fieber in 1858.

## Soorten
Het genus bevat de volgende soorten:

- Pachyxyphus caesareus (Reuter, 1879)
- Pachyxyphus cisti (Lindberg, 1934)
- Pachyxyphus halimii (Wagner, 1970)
- Pachyxyphus lineellus (Mulsant & Rey, 1852)
- Pachyxyphus yelamosi (J. Ribes & E. Ribes, 1998)